# Tatiana Maslany
Tatiana Gabriele Maslany (Regina, Saskatchewan; 22 de septiembre de 1985) es una actriz canadiense ganadora de un Emmy y nominada al Globo de Oro. 
En 2013, ganó un ACTRA por su papel de Claire en la película Picture Day, y un Premio Philip Borsos por su actuación en la película independiente Cas & Dylan. Protagonizó la serie Orphan Black, en la que interpreta a más de una decena de personajes y por la cual ganó un TCA Award en 2013, dos Critics Choice Awards (2013 y 2014), tres Canadian Screen Award (2014, 2015 y 2016) y un Emmy en 2016, tras haber estado nominada en 2015.

## Infancia y juventud
Tatiana Maslany nació en Regina, Saskatchewan (Canadá), hija de Daniel Maslany, carpintero, y Renate (nacida Kratz), traductora e intérprete de francés/inglés. Tiene dos hermanos, Daniel y Michael, que son tres y doce años más joven que ella, respectivamente. Maslany tiene ascendencia ucraniana, polaca, alemana, austriaca y rumana. La actriz comenzó a bailar cuando tenía cuatro años e ingresó en el teatro y los musicales de la comunidad a la edad de nueve. Asistió a la Dr. Martin LeBoldus High School, donde participó en producciones de la escuela y de improvisación, y se graduó en 2006.
Habla francés, inglés, alemán y un poco de español.

## Carrera
Maslany fue una de las estrellas de la serie de televisión canadiense de 2002 2030 CE. Apareció como el personaje del Fantasma en la película de 2004 Ginger Snaps 2: Unleashed. Maslany hizo además improvisación cómica durante diez años. Participó en el teatro de improvisación, incluyendo los Improv Games canadienses, y desde entonces se ha convertido en un miembro del General Fools Improvisational Theatre.
En 2007, apareció en The Messengers como Lindsay Rollins. También protagonizó la serie de CBC Heartland, donde interpretó a una corredora del barril, Kit Bailey, con su caballo Daisy. Durante el año 2008, tuvo un papel recurrente en la serie de televisión Instant Star. Tuvo un papel principal en la película de Hallmark Channel An Old Fashioned Thanksgiving. En septiembre de 2008, interpretó a Penny, una víctima de secuestro, en la serie Flashpoint, de la televisión canadiense. Además, ese mismo año, también hizo de víctima en la serie de televisión The Listener. 
En 2012, tuvo un papel secundario en la película Todos los días de mi vida. 
Entre 2013 y 2017 protagonizó la popular serie canadiense Orphan Black, gracias a la cual ganó 15 premios, entre ellos el Emmy y el Critics Choice Award.
En 2020 coprotagonizó la miniserie Perry Mason, de HBO.
En 2022 interpreta al personaje de She-Hulk en la miniserie de Disney+ She-Hulk: Attorney at Law, que forma parte del Universo cinematográfico de Marvel.

## Filmografía
| Cine        | Cine                                   | Cine | Cine                       |
| Año         | Título                                 | Papel | Notas                      |
| ----------- | -------------------------------------- | --- | -------------------------- |
| 2004        | Ginger Snaps 2: Unleashed              | Fantasma |                            |
| 2005        | El coraje de Dawn Anna                 | Lauren 'Lulu' Dawn Townsend (a los 12 años) | Película para televisión   |
| 2006        | Código mortal                          | Gwen | Película para televisión   |
| 2007        | El último escalón 2                    | Sammi | Película para televisión   |
| 2007        | La novia ladrona                       | Augusta | Película para televisión   |
| 2007        | The Messengers                         | Lindsay Rollins |                            |
| 2007        | El diario de los muertos               | Mary Dexter |                            |
| 2007        | Promesas del este                      | Tatiana | Papel de voz               |
| 2008        | Destellos de genio                     | Older Kathy |                            |
| 2008        | An Old Fashioned Thanksgiving          | Mathilda Bassett | Película para televisión   |
| 2009        | Defendor                               | Olga |                            |
| 2009        | Grown Up Movie Star                    | Ruby |                            |
| 2009        | Enchufado a la red                     | Punk Red |                            |
| 2010        | Toiretto                               | Lisa |                            |
| 2010        | In Redemption                          | Margaret |                            |
| 2011        | Certain Prey                           | Clara Rinker | Película para televisión   |
| 2011        | El rescate                             | Jenna |                            |
| 2011        | Violet & Daisy                         | April |                            |
| 2012        | The Vow                                | Lily |                            |
| 2012        | Picture Day                            | Claire |                            |
| 2012        | Blood Pressure                         | Kat Trestman |                            |
| 2013        | Cas & Dylan                            | Dylan Morgan |                            |
| 2015        | La dama de oro                         | Joven Maria Altmann |                            |
| 2017        | Stronger                               | Erin Hurley |                            |
| 2018        | Destroyer                              | Petra |                            |
| 2019        | Pink Wall                              | Jenna |                            |
| 2023        | Snatched                               | | Cortometraje               |
| 2023        | Butterfly Tale                         | Jennifer | Voz                        |
| 2025        | El mono                                | Lois Shelburn |                            |
| Televisión  |                                        | |                            |
| Año         | Título                                 | Papel | Notas                      |
| 2002 - 2003 | 2030 CE                                | Rome Greyson |                            |
| 2006        | Prairie Giant: The Tommy Douglas Story | Recepcionista del doctor | Miniserie                  |
| 2007        | Redemption SK                          | Margaret | Miniserie                  |
| 2008        | Instant Star                           | Zeppelin Dyer | 8 episodios                |
| 2008        | Would Be Kings                         | Reese | Miniserie                  |
| 2008 - 2010 | Heartland                              | Kit Bailey | 15 episodios               |
| 2010        | The Nativity                           | Mary | Miniserie                  |
| 2009 - 2011 | Being Erica                            | Sarah Wexler | 4 episodios                |
| 2012        | Un mundo sin fin                       | Sister Meir | Miniserie                  |
| 2013        | Parks and Recreation                   | Nadia | 2 episodios                |
| 2013 - 2014 | Captain Canuck                         | Redcoat |                            |
| 2013 - 2017 | Orphan Black                           | Sarah Manning, Alison Hendrix, Cosima Niehaus, Helena, Rachel Duncan, Jennifer Fitzsimmons, Krystal Goderitch, Pupok, Tony Sawicki, Beth Childs, Katja Obinger, Veera Suominen (más conocida como M.K.), Camila Torres | Protagonista               |
| 2020        | Perry Mason                            | Sister Alice McKeegan | Miniserie                  |
| 2022        | She-Hulk: Attorney at Law              | Jennifer Walters / She-Hulk | Miniserie                  |
| 2023        | Invincible                             | Telia, Aquaria, Foreowoman (voz) | Serie animada, 2 episodios |